# Jonas Cedercreutz (ämbetsman)
Jonas Cedercreutz (fil), ursprungligen Folkern, född 12 mars 1661 i Västerås, död 14 april 1727, var en svensk friherre, lagman och landshövding.

## Biografi
Jonas Folkern var son till prosten i Svärdsjö Laurentius Johannis Folkernius och Anna Sahlabergius, dotterdotter till Jonas Palma. Han var landskanslist i Falun och blev därefter landssekreterare i Stora Kopparbergs län 1689–1700. År 1703 förpantades Ludvika Kronobruk samt Väster Silvbergs gård till Cedercreutz. Bruket administreras då av Jonas Fischer, som skötte arrendet åt sin svärfar, som var bergsman på Larsbo bruk. Cedercreutz kom överens med Fischer att denne skulle få vara kvar sin arrendetid ut till 1707. När tiden närmade sig erbjöd sig Fischer att lösa Cedercreutz pant och bjöd en betydande summa över panten, men Cedercreutz bjöd över och vann budgivningen. När han tog avsked från landshövdingetjänsten 1720 etablerade han sig som brukspatron på Ludvika Kronobruk. Han var under några år under sin tid som brukspatron bosatt på Ludvika Kronogård. Cedercreutz friköpte hela Ludvika kronobruk 1726 så att han blev ensam ägare samtidigt bytte han namn på verksamheten till Ludvika Bruk och i det ingick Ludvika Kronogård och det som nu kallas för Gamla Herrgården. Cedercreutz satsade rejält på bruket och på de byggnader som fanns där samt nybyggnation och det var under hans tid Ludvika herrgårdsmiljö får den utformning den har idag. Man antar att det var pengar som Christina Börstelia förde med sig i boet i samband med vigseln 1700 som möjliggjorde köpet av Ludvika Kronobruk. Han blev lagman i Närkes lagsaga 1711 och adlades samma år under namnet Cedercreutz. 1712 blev han lagman över Västmanlands och Dalarnas lagsaga. Cedercreutz upphöjdes med samma namn till friherre 1719. Han var landshövding i Kopparbergs län 1713–1716 och i Västmanlands län 1716–1720.
Jonas Cedercreutz var gift tre gånger, andra gången från 1700 med Christina Börstelia som förde med sig Svartåverken i boet, den tredje gången från 1723 med Catharina von Berchner, och hade åtskilliga barn och styvbarn. Till de förra hörde sonen Carl Gustaf Cedercreutz som tog över driften av Ludvika bruk 1727; till de senare riksrådet Herman Cedercreutz.